# ۲۷ دی
۲۷ دی سیصد و سومین روز سال در گاه‌شماری خورشیدی است. به پایان سال ۶۲ روز (۶۳ روز در سال کبیسه) باقی‌است.

## زادروزها
- ۱۳۲۲ - لوریک میناسیان، بازیگر
- ۱۳۳۴ - محمدرضا حیاتی، مجری
- ۱۳۳۹ - سهیل محمودی، شاعر
- ۱۳۴۴ - سید جواد هاشمی، بازیگر
- ۱۳۵۱ - مجید اخشابی، خواننده
- ۱۳۵۲ - مزدک انوشه، زبان‌شناس
- ۱۳۵۹ - محمدرضا مهدوی، بازیکن فوتبال
- ۱۳۷۴ - رضا اسدی، بازیکن فوتبال

## درگذشت‌ها
- ۱۳۳۴ ‐ سید مجتبی نواب صفوی، بنیان‌گذار فدائیان اسلام
- ۱۳۳۴ - خلیل طهماسبی، از اعضای فدائیان اسلام و قاتل حاجعلی رزم‌آرا
- ۱۳۹۶ - جهانگیر آموزگار، از اعضای هیئت اجرایی صندوق بین‌المللی پول و وزیر بازرگانی در زمان نخست وزیری علی امینی